# William Parr, 1. Marquess of Northampton

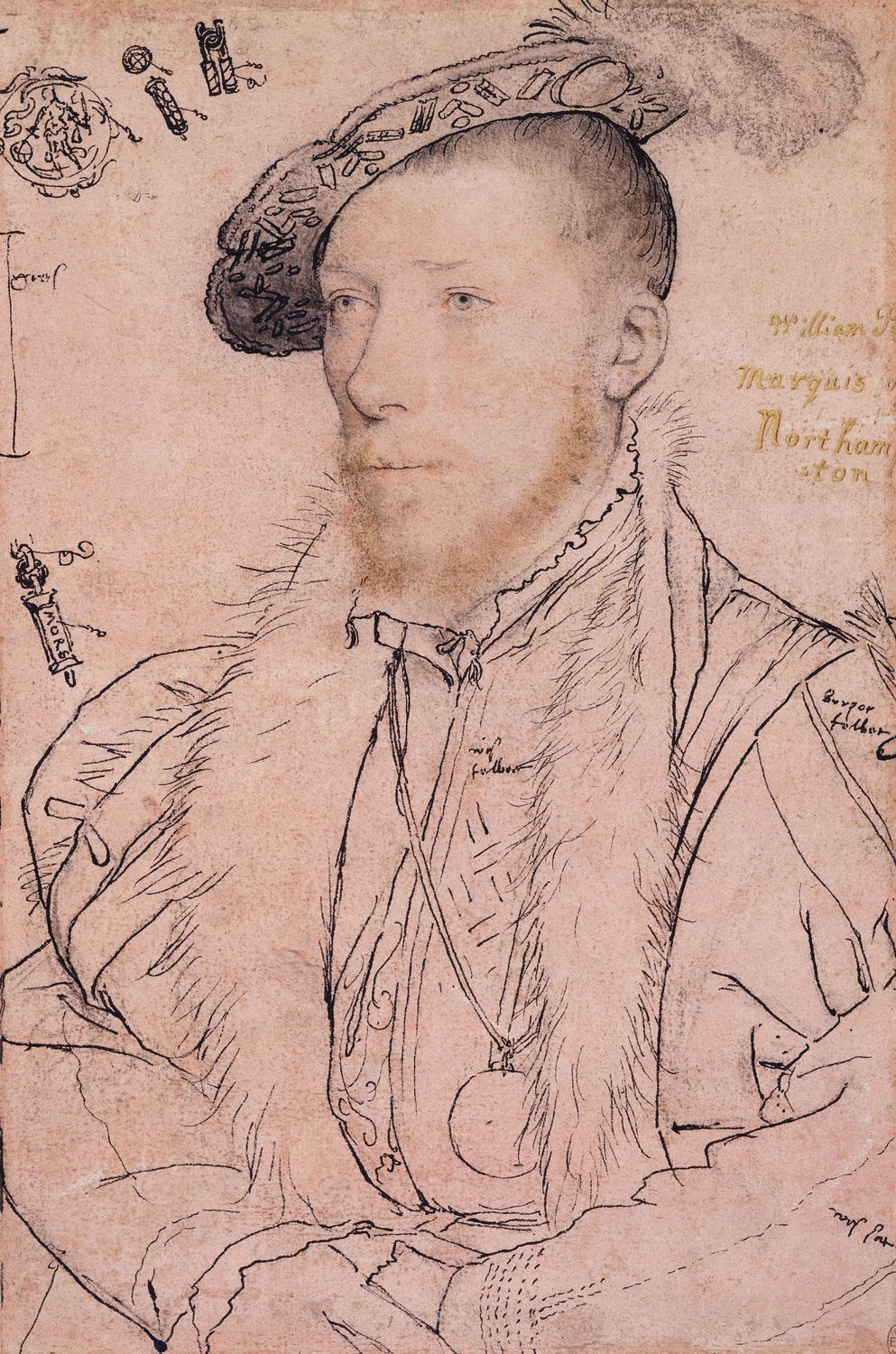
William Parr, Zeichnung von Hans Holbein dem Jüngeren, um 1539

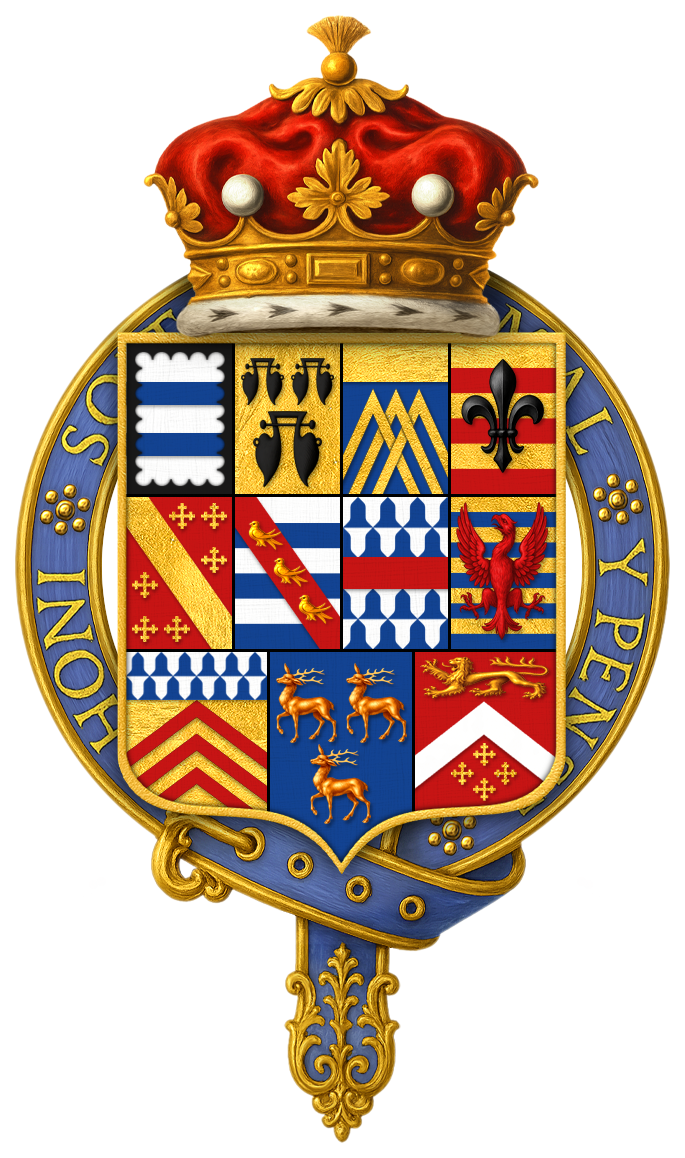
Wappen des William Parr, 1. Marquess of Northampton

William Parr, 1. Marquess of Northampton, KG (* 14. August 1513 entweder in Blackfriars, London oder in Kendal, Westmorland; † 28. Oktober 1571 in Warwick, England) war der Sohn von Sir Thomas Parr und Maud Green. Er war der Bruder von Catherine Parr, der sechsten Ehefrau von König Heinrich VIII.

## Leben
William Parr wurde am 14. August 1513 als Sohn von Sir Thomas Parr, Gutsherr von Kendal, und Maud Green geboren und hatte zwei Schwestern, Catherine und Anne.
Er beteiligte sich 1537 an der Niederschlagung der Pilgrimage of Grace und wurde für Northamptonshire Abgeordneter im House of Commons. 1539 wurde er zum Baron Parr, of Kendal, erhoben und stieg ins House of Lords auf.
Er hatte am 9. Februar 1527 Anne Bourchier, 7. Baroness Bourchier, die Tochter von Henry Bourchier, 2. Earl of Essex († 1540) geheiratet. Die Ehe wurde am 17. April 1543 durch einen Act of Parliament annulliert und die Kinder (die Anne vermutlich von einem Geliebten hatte) zu Bastarden erklärt. Parr erhielt zudem die Ländereien seiner Exfrau. Nachdem seine Schwester Catherine im Juli 1543 König Heinrich VIII. geheiratet hatte, erwirkte er, dass sein Schwager ihm am 23. Dezember 1543 den Titel eines Earl of Essex neu verlieh.
Im April 1543 war er als Knight Companion in den Hosenbandorden aufgenommen worden.
In zweiter Ehe heiratete er Elisabeth Brooke, Tochter von George Brooke, 9. Baron Cobham. Die Ehe wurde 1548 für gültig, 1553 für ungültig und 1558 wiederum für gültig erklärt.
Durch die Stellung seiner Schwester gewann auch William Parr an Einfluss bei Hofe. Als Stiefonkel König Eduards VI. wurde Parr am 16. Februar 1547 zum Marquess of Northampton erhoben, und er war einer der einflussreichsten Männer am Hofe König Eduards, vor allem während der Zeit, in der John Dudley, 1. Duke of Northumberland die Regierungsgeschäfte leitete. Als dieser nach Eduards Tod versuchte, Lady Jane Grey zur Königin zu ernennen, stellten sich Parr und seine Frau Elisabeth auf dessen Seite. Nachdem jedoch Königin Maria I. den Thron bestieg und Jane inhaftieren ließ, wurde auch Parr wegen Hochverrat am 18. August 1553 vom Parlament geächtet, verlor alle Titel und Ländereien und wurde zum Tode verurteilt. Allerdings wurde er im Herbst wieder freigelassen, seine Titel und Besitzungen wurden am 13. Januar 1559 von Elisabeth I. wiederhergestellt.
Nachdem seine zweite Gattin Elisabeth 1565 kinderlos gestorben war, heiratete William Parr nur fünf Monate vor seinem Tod Helena Snakenborg (1549–1635), eine aus Schweden stammende Hofdame von Elisabeth I. Mit seinem Tod am 27. Oktober 1571 in Warwick erloschen alle seine Titel, da er keine Nachkommen hatte. Parr wurde in der St. Mary’s Church in Warwick begraben.